# Ishmael Lane
Ishmael Jovante Lane (Port Allen, 20 giugno 1997) è un cestista statunitense.